# Kvote 1
Kvote 1 er betegnelsen for et sæt optagelsesregler ved de videregående uddannelser. Når man som dansk statsborger søger om optagelse ved en dansk videregående uddannelsesinstitution, kan man søge via kvote 1 og kvote 2.
Kvote 1-systemet vurderer ansøgerne, baseret på deres karaktergennemsnit fra gymnasiet. Dette står i modsætning til kvote 2-systemet, hvor ansøgerne vurderes på baggrund af uddannelses- og erhvervserfaring, motivation, optagelsesprøver eller lignende, når deres karaktersnit ikke rækker til kvote 1. Kvote 1 er udelukkende en objektiv vurdering, der hvert år afgøres på baggrund af antal studiepladser, antal ansøgere og ansøgernes karaktergennemsnit.